# بول ديلوفريي
بول ديلوفريي (بالفرنسية: Paul Delouvrier) ، ولد في 25 جوان 1914 في Remiremont (فوج) وتوفي في Provins (سين وآخرون مارن) في 16 جانفي 1995، هو مسؤول فرنسي رفيع المستوى في عهد الجمهورية الفرنسية الرابعة والجمهورية الفرنسية الخامسة، وأحد المهندسين الرئيسيين للتخطيط الذي أعاد تشكيل فرنسا خلال «المجيد الثلاثين».
في عام 1958، تم تعيينه من قبل الجنرال ديغول المندوب العام لحكومة الجزائر 19 ال 24 مسؤولة عن «التهدئة» وتنفيذ ما يسمى "خطة قسطنطين" . على هذا النحو، فإنها تمول جبهة التحرير الوطني للحفاظ على أمن خط أنابيب الغاز الاستراتيجي في حاسي مسعود.
المندوب العام لمقاطعة منطقة باريس من عام 1961 إلى 1969، وهو يعتبر والد «مدن جديدة» ومعهد التخطيط والتخطيط الحضري لمنطقة باريس (IAURP). جنبا إلى جنب مع الفريق الذي يرأسه، حدد، في عام 1965، الخطة الرئيسية للتخطيط والتخطيط الحضري لمنطقة باريس (SDAURP)  ، والتي تتبع إنشاء معهد التخطيط والتنمية. التخطيط الحضري لمنطقة إيل دو فرانس.
وهو بعد ذلك رئيس Électricité de France .
أنهى حياته المهنية كرئيس لمؤسسة لا فيليت العامة، حيث ساعد في إنشاء مدينة العلوم والصناعة وجودي.

## ذكرى
يحمل مبنى في Parc de la Villette وساحة في باريس اسمه، وكذلك محطة الحافلات الجديدة في Saint-Quentin-en-Yvelines ، وهي مدينة جديدة تشيد بأحد المبدعين.

## حياة خاصة
بول ديلوفريريي متزوج من لويز فان ليث، التي توفيت في 9 أبريل 2014 عن عمر يناهز 97 عامًا.

## مهنة مسؤول كبير (التسلسل الزمني)
- 1941 : المفتش المالي (رئيسي)
- نوفمبر 1944 مدير مجلس إدارة رينيه بلفن بوزارة المالية
- 1947 و 1951 : مدير مجلس الوزراء رينيه ماير
- 1948-1953 نائب مدير عام الضرائب
- 1953-1955 : أمين عام اللجنة المشتركة بين الوزارات لمسائل التعاون الاقتصادي الأوروبي (SGCI)
- 1955 : المدير المالي للهيئة العليا للمجلس الأوروبي في لوكسمبورغ
- ديسمبر 1958-1960 المندوب العام للحكومة في الجزائر
- 1961-1969 : المندوب العام لمقاطعة باريس
- 1966-1969 : محافظ ونائب رئيس مديرية التخطيط المكاني
- 1969-1979 : رئيس Électricité de France
- 1979-1984 : رئيس المؤسسة العامة ل Parc de la Villette